# Guido Manini Ríos
Guido Manini Ríos Stratta é um militar e político uruguaio, que serviu como comandante em chefe do Exército Nacional, de 1 de fevereiro de 2015 até 12 de março de 2019, quando foi afastado pelo presidente Tabaré Vázquez.
Em 2019, ele se juntou ao recém-fundado partido Cabildo Abierto. 

## Biografia

### Família e educação
Manini Ríos é neto do político do Partido Colorado Pedro Manini Ríos, que era senador, deputado e ministro do Interior. Sua religião é tida como a católica e tem descendências familiares italianas. 
Ele concluiu seu estudo primário e secundário no Lycée Français de Montevideo. Em 1973, ele se matriculou no Liceo Militar General Artigas e, dois anos depois, ingressou na Escola Militar. Ele também é formado em História pela Universidade Católica. 

### Carreira militar
Ele serviu em missões oficiais no Irã e Iraque entre 1988 e 1989 como membro do Grupo de Observadores Militares das Nações Unidas. Entre 1993 e 1994, ele se juntou a um grupo de observação em Moçambique, recebendo, no ano seguinte, o diploma de major . 
Em 1996, ingressou em uma delegação do Instituto Militar de Estudos Superiores (IMES), onde recebeu instruções nos Estados Unidos, retornando apenas em 2010, como adido militar, anexado à Embaixada do Uruguai no país e como consultor da Inter-American College defense. 
Ele recebeu o posto de tenente-coronel e coronel em 1999 e 2003, respectivamente, e foi promovido a general em 2011. 

### Comandante em Chefe do Exército Uruguaio
Em fevereiro de 2015, ele foi promovido ao cargo de comandante do exército.  Em setembro de 2018, ele foi punido por declarações públicas nas quais criticou a aprovação de uma reforma do sistema de pensões das forças armadas. Essa sanção foi a mais severa imposta a um general desde o final da ditadura em 1985. 
Em março de 2019, por conta de uma decisão da corte uruguaia, Manini Rios promoveu uma forma crítica ao governo, sendo então o motivo de sua expulsão como comandante. 

### Carreira política
Em abril de 2019, ele foi anunciado como candidato a presidente pelo partido Cabildo Abierto. 
Nas eleições primárias para presidente, Manini Ríos obteve 49.485 votos, sendo a quarta força política mais votada. 

## Distinções
- Ordem do Mérito Aeronáutico (Brasil)